# جون آرثر سميث
جون آرثر سميث (بالإنجليزية: John Arthur Smith)‏ هو سياسي أمريكي، ولد في 1942. حزبياً، نشط في الحزب الديمقراطي. وقد انتخب عضو مجلس ولاية نيومكسيكو.